# Synaptomys
Synaptomys és un gènere de rosegadors de la família dels cricètids. Les dues espècies vivents d'aquest grup viuen al nord-est dels Estats Units i l'est del Canadà, però també se n'han trobat espècies fòssils a Europa. Els seus hàbitats naturals són els prats humits i els aiguamolls, on formen colònies d'una trentena d'individus. El nom genèric Synaptomys deriva de les paraules gregues synaptein ('unir') i mys ('ratolí').